# Naturwald Wasserwand
Der Naturwald Wasserwand ist ein ca. 30 Hektar großes Waldschutzgebiet im Stadtgebiet von Bamberg. Es liegt im bayerischen Regierungsbezirk Oberfranken, südlich der Stadt Bamberg. Es gehört zu den größeren Waldschutzgebieten Oberfrankens.

## Geographische Lage
Das Waldschutzgebiet befindet sich im südlichen Teil der Stadt Bamberg im örtlichen Naherholungsgebiet Bruderwald. Nordwestlich des Naturwaldes liegt der Ort Bug, südlich liegen Pettstadt und Strullendorf. Westlich des Schutzgebietes befinden sich die Orte Waizendorf und Höfen. Das Gebiet ist Teil des FFH-Gebietes Bruderwald mit dem Naturwaldreservat Wolfsruhe. Westlich befindet sich der Naturwald Wolfsruhe, der seit vielen Jahren aus der Nutzung genommen ist. Nördlich liegt der Naturwald Brand.

## Schutzstatus und Geschichte
Abgesehen von notwendigen Maßnahmen des Waldschutzes und der Verkehrssicherung findet in Naturwaldreservaten und Naturwäldern keine Bewirtschaftung und keine Holzentnahme statt. m Rahmen des Volksbegehrens Artenvielfalt „Rettet die Bienen 2019“ kündigte die bayerische Staatsregierung an, 10 % des Staatswaldes aus der Nutzung nehmen. Als Teil dieser Maßnahme wurde dieser Wald als Schutzgebiet ausgewiesen.

## Zonierung und Schutzgründe
Bereits vor der Ausweisung als Naturwald war dieses Gebiet von den Bayerischen Staatsforsten als sogenannter Klasse-1-Wald aus der Nutzung genommen. Die Bayerische Staatsregierung wandelte anschließend dieses Gebiet in einen Naturwald um. Somit ist dieses Gebiet dauerhaft der natürlichen Waldentwicklung überlassen. Laut den Bayerischen Staatsforsten handelt es sich bei diesem Waldgebiet um einen alten naturnahen Wald, der aus Eichen, Buchen sowie Winterlinden besteht.